# Nærøyfjord
Nærøyfjord je ledovcový fjord na západě Norska. Je 17 km dlouhý a tvoří jednu z větví velkého Sognefjordu. Je vysoce ceněný pro svou takřka neporušenou krajinu, pročež je vyhledávanou turistickou oblastí. Od roku 2005 je společně s Geirangerfjordem součástí světového dědictví UNESCO.